# Luigi Moretti (storico)
Luigi Moretti (Roma, 27 settembre 1922 – Roma, 8 agosto 1991) è stato uno storico ed epigrafista italiano.

## Biografia
Studiò presso la Sapienza - Università di Roma, dove si laureò nel 1944. Fu allievo di Gaetano De Sanctis, del quale, dal 1948, fu per molti anni assistente presso la cattedra all'Istituto di storia greca dell'Università di Roma. Dal 1964 fu attivo come docente di Storia antica, prima all'Università degli Studi di Palermo (1964-1966), poi a Bari (1966-1971), poi professore di Epigrafia greca presso l'Università degli Studi di Napoli Federico II (1971-1973), infine, dal 1973, presso l'Università di Roma.
Dal 1947 Moretti intrattenne rapporti coll'Istituto della Enciclopedia Italiana Treccani di Roma, dove collaborò alla cura e redazione di contenuti per varie appendici della Enciclopedia Italiana; fu redattore per lemmi sulle antichità classiche nel Dizionario enciclopedico italiano, ha collaborato al Lessico universale italiano; dal 1986 al 1991 fu tra i curatori del Dizionario enciclopedico la Piccola Treccani.
Nel 1971 fu ammesso come membro corrispondente alla Pontificia Accademia Romana di Archeologia, di cui divenne membro ordinario dal 1981, membro e segretario nel 1983.
Sposato con Agata Apicella, docente di Latino e Greco nel Liceo-Ginnasio "E.Q. Visconti" di Roma, ebbe con lei tre figli, tra i quali il critico letterario Franco Moretti e il regista Nanni Moretti. Spesso non accreditato, interpretò brevi ruoli in diversi film e cortometraggi del figlio regista.

## Filmografia

### Attore
- La sconfitta, regia di Nanni Moretti (1973) (cortometraggio)
- Io sono un autarchico, regia di Nanni Moretti (1976)
- Ecce bombo, regia di Nanni Moretti (1978) (non accreditato)
- Sogni d'oro, regia di Nanni Moretti (1981) (non accreditato)
- Bianca, regia di Nanni Moretti (1984) (non accreditato)
- La messa è finita, regia di Nanni Moretti (1985) (non accreditato)
- Palombella rossa, regia di Nanni Moretti (1989)

## Pubblicazioni
- Iscrizioni agonistiche greche, 1953.
- Olympionikai, i vincitori negli antichi agoni olimpici, in: Memorie della Accademia Nazionale dei Lincei, Classe di Scienze Morali, Storiche e Filologiche 8, 8, 2 (1957), pp. 57-198.
- Ricerche sulle leghe greche, 1962.
- Iscrizioni storiche ellenistiche, 2 volumi, 1967–1976
- Inscriptiones Graecae Urbis Romae, 4 volumi, 1967–1990.
- Supplemento al catalogo degli Olympionikai, in Klio 52 (1970), pp. 295–303.
- Nuovo supplemento al catalogo degli Olympionikai, in Miscellanea greca e romana 12 = Studi pubblicati dall’Istituto italiano per la storia antica 39 (1987), pp. 67–91.
- Tra epigrafia e storia, Quasar, Roma, 1990, ISBN 88-7140-009-7 (Raccolta di saggi. Alle pagine 11-15 v'è l'elenco completo delle sue pubblicazioni).